# Omphisa fuscidentalis
Бамбуковий хробак (Omphisa fuscidentalis) - вид молі родини Вогнівки-трав'янки. 

## Будова

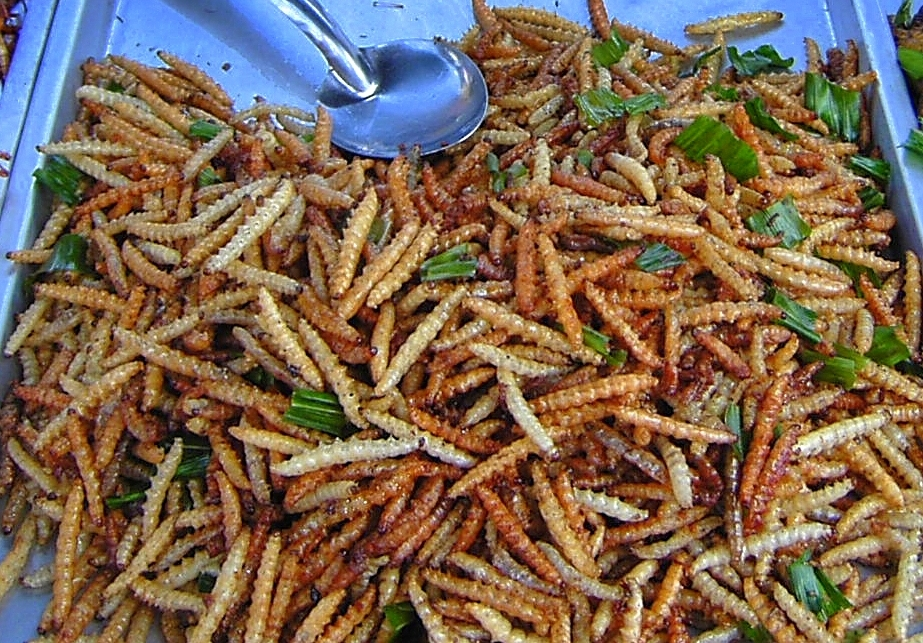
Смажені личинки

Розмах крил чоловічої особини становить 4 см з довжиною тіла 2 см. Жіноча трохи більша з шириною 4,5 см і тілом довжиною 2,2 см. Крила цієї молі оранжево-коричневого кольору, з чорними, вигнутими смугами.

## Поширення та середовище існування
Поширений у бамбукових заростях та лісах Південно-східної Азії (Таїланд, північний Лаос, північна М'янма та прилеглі частини провінції Юньнань, Китай.) 

## Практичне використання
Доросла гусінь вживається в їжу і вважається делікатесом у цих країнах. В Таїланді смажена гусінь має назву рот дуан (тай. รถด่วน, дослівно "експрес потяг").